# Gerry Marsden
Gerald "Gerry" Marsden (født 24. september 1942, død 3. januar 2021) var en engelsk sanger, sangskriver, musiker og tv-personlighed. Han var bedst kendt som leder af og sanger i Gerry and the Pacemakers, hvor også hans storebror, Freddie Marsden, spillede.

## Gerry and the Pacemakers
Gerry and the Pacemakers er den næstmest kendte gruppe (efter The Beatles), der i 1960'erne opstod i Liverpool. Som The Beatles var også Gerry and the Pacemakers hovedpersoner i en musikfilm, Ferry Cross the Mersey (1965).
Gruppen blev dannet i 1959 og havde ligesom The Beatles Brian Epstein som manager. Som Beatles spillede Gerry and the Pacemakers også i deres tidlige år i Hamborg ud over i hjembyen.
I 1963 udgav de deres første single, "How Do You Do It?", som The Beatles havde fravalgt, og singlen nåede den britiske førsteplads. Senere samme år fulgte singlerne "I Like It" og "You'll Never Walk Alone", der ligeledes blev nummer ét. De følgende år udgav gruppen flere sange, men successen aftog efterhånden, og i 1966 blev gruppen opløst.

## Solokarriere
Efter gruppens opløsning fik Gerry Marsden en karriere på tv, især i børneprogrammer. Desuden optrådte han i kabareter samt i musicalen Charlie Girl.
I 1980'erne genindspillede han et par af de mest populære sange fra Pacemaker-tiden, og med dem indtog han igen førstepladsen på den britiske hitliste. En af disse var "You'll Never Walk Alone", som han sammen med en række andre kunstnere indspillede efter en brand på Valley Parade-stadionet i Bradford som støtte til ofrene. Marsden blev dermed den første kunstner til at blive nummer ét med to forskellige udgaver af samme nummer. Tilsvarende indspillede han få dage efter Hillsborough-tragedien i april 1989, hvor 96 tilhængere af Liverpool FC omkom, en støttesingle med "Ferry Cross the Mersey" sammen med blandt andre Paul McCartney og Holly Johnson, også her som støtte for ofrene. Få uger senere fremførte han sangen til finalen i FA Cuppen, der stod mellem de to Liverpool-klubber, Liverpool FC og Everton FC.
I 1993 skrev han med hjælp fra Ray Coleman biografien You'll Never Walk Alone, og på baggrund af bogen blev der lavet en musical med titlen Ferry Cross the Mersey, som turnerede i Storbritannien, Australien og Canada.
Marsden hjerteoperationer i 2003 og 2016 og bekendtgjorde i 2018, at han gik på pension. Alligevel mødte han op til en Take That-koncert afholdt på Liverpool FC's stadion, Anfield Road, efter at klubben i juni 2019 havde vundet Champions League, og Marsden sang her "You'll Never Walk Alone", der gennem årene var blevet klubbens kendingsmelodi.

## Privatliv
Gerry Marsden blev i 1963 gift med Pauline Behan, og parret fik to døtre.